# Arnaldo Niskier

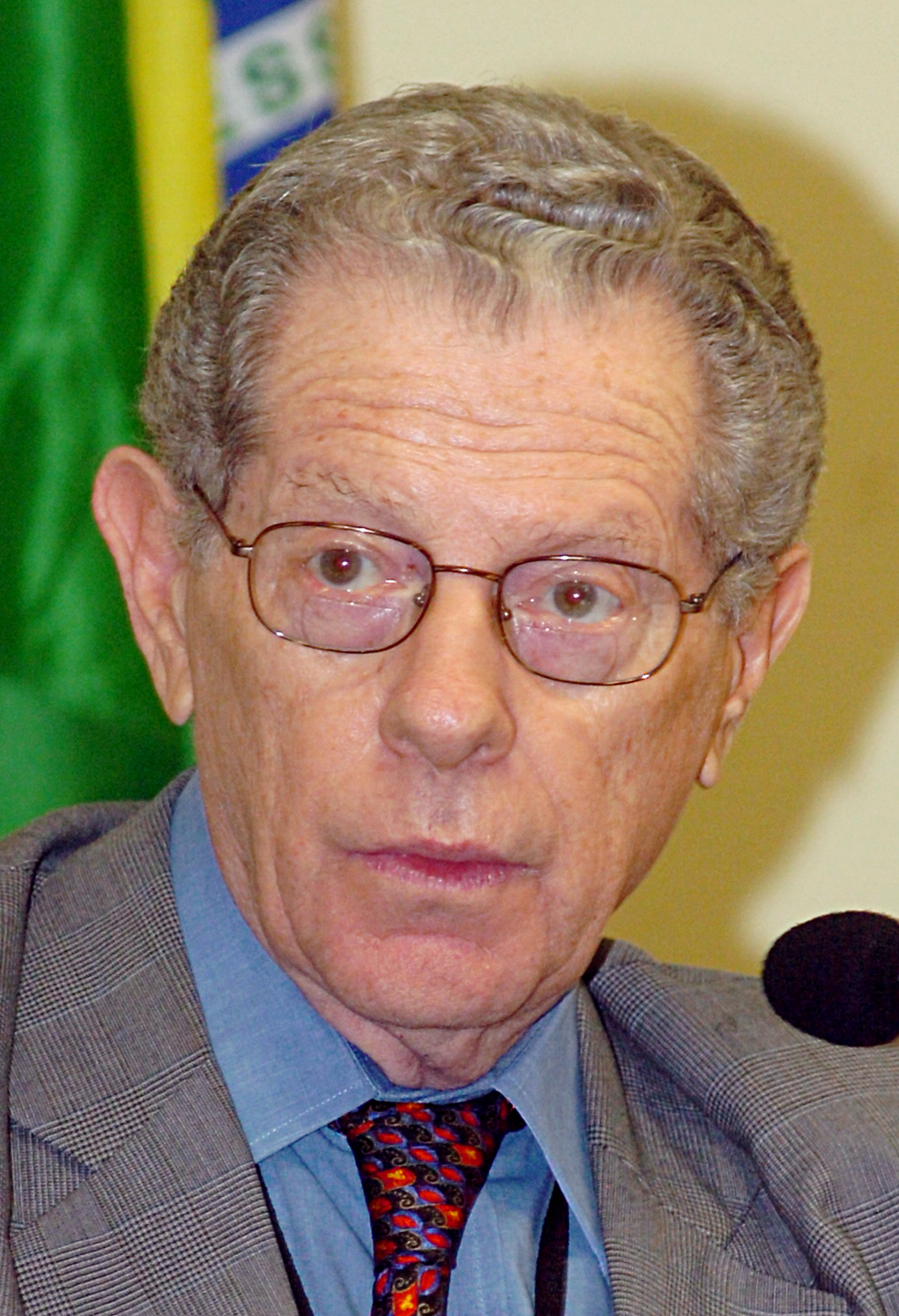
Arnaldo Niskier 2006

Arnaldo Niskier (* 30. April 1935 in Rio de Janeiro) ist ein brasilianischer Journalist, Politiker, Schriftsteller und Hochschullehrer. Im Jahr 1984 wurde er in die Academia Brasileira de Letras, die brasilianische Akademie der Literatur, gewählt. Von 1997 bis 1999 war er ihr Präsident.

## Leben
Arnaldo Niskier ist der Sohn von Mordko Majer Niskier und Fany Niskier, eines jüdischen Ehepaares, das aus Polen (Ostrowiec) in den frühen 1930er Jahren nach Brasilien einwanderte. Nach akademischen Abschlüssen in Mathematik promovierte er 1964 in Erziehungswissenschaften an der Universidade Estadual do Rio de Janeiro (UERJ) und besuchte ergänzende Kurse: 1976 an der militärischen Hochschule Escola Superior de Guerra in Rio de Janeiro, 1994/95/96 an der Wharton School der University of Pennsylvania ein Internationales Seminar zu Rentenfonds. Von 1968 bis zur Emeritierung 1995 lehrte er Geschichte und Philosophie der Erziehungswissenschaften an der Universidade Estadual do Rio de Janeiro.
Von 1968 bis 1971 war er Staatssekretär für Wissenschaft und Technologie von Guanabara, heute der Staat Rio de Janeiro; 2004 bis 2006 Staatssekretär für Kultur; 2006 wurde er zunächst Staatssekretär für Bildung und dann 2006 bis 2009 Bildungsminister des Staates Rio de Janeiro.
Von 1968 bis 1979 war er Direktor der Abteilung für Journalistik eines der in dieser Zeit in Brasilien wichtigsten Verlagshäuser, Bloch Editores. In den Bereichen Kultur und Wissenschaft, besonders im Erziehungs- und Bildungswesen, aber auch in der Wirtschaft berät Niskier Institutionen und leitet Gremien, die für den Bundesstaat Rio de Janeiro und ganz Brasilien bedeutend sind.
Er initiierte 1969 den Fritz-Feigl-Preis (Prêmio Fritz Feigl) und 1970 den Bau des Planetariums von Rio de Janeiro. Er setzte sich für das Nationale Programm für Bildung über TV ein (PRONTEL, Programa Nacional de Teleducação). Besonders im Bildungsbereich war er selbst als Fernsehjournalist, Regisseur und Moderator tätig.
Niskier engagiert sich in Einrichtungen jüdischer Kultur in Brasilien: Dem Akademischen Rat des Zentrums für jüdisch-brasilianische Kultur, (Conselho Acadêmico do Centro de Cultura Judaico-Brasileiro); dem Zentrum für Jüdische Geschichte und Kultur (Centro de História e Cultura Judaica) in Rio de Janeiro; der Jüdischen Vereinigung Brasilien (Conselho Superior da Confederação Israelita do Brasil (CONIB)); und dem Haus der Kultur Israels in Sao Paulo (Casa de Cultura de Israel).
Weitere Ämter und Aktivitäten
- 1979 bis 1983 Präsident der Stiftung für Kunst (Fundação de Artes do Rio de Janeiro (FUNARJ)) in Rio de Janeiro
- Mitglied des Vorstandes der brasilianischen Alliance Française in Rio de Janeiro
- 1990 bis 2004 Honorarkonsul der Republik Finnland in Rio de Janeiro
- Mitglied des PEN-Clubs von Brasilien

## Ehrungen
Arnaldo Niskier wurde am 22. März 1984 in die Academia Brasileira de Letras, die brasilianische Akademie der Literatur in Rio de Janeiro aufgenommen. Er ist in Nachfolge von Peregrino Júnior (João P. J. da Rocha Fagundes) der siebte Inhaber des nach João Francisco Lisboa benannten Sitzes Nummer 18. In den Jahren 1997 bis 1999 war Arnaldo Niskier der 43. Präsident der Academia Brasileira de Letras.
Er ist korrespondierendes Mitglied der Akademie der Wissenschaften zu Lissabon (Academia das Ciências de Lisboa).

## Werke
- Educação brasileira : 500 anos de história, 1500–2000. Melhoramentos, São Paulo 1989. (portugiesisch)
- Ciclo de painéis sobre a contribuic̜à̃o dos judeus ao desenvolvimento brasileiro. Academia Brasileira de Letras, Universidade Gama Filho, Rio de Janeiro 1998. (portugiesisch)
- Nosso Brasil. Edições Bloch, Rio de Janeiro 1973. (portugiesisch)
- 5 [i.e. Cinco] dias de junho; a guerra no Oriente Médio. Edições Bloch, Rio de Janeiro 1967.  (portugiesisch)
- João Francisco Lisboa : o Timon Maranhense. Academia Brasileira de Letras, Comissão de Publicações, Rio de Janeiro 1986. (portugiesisch)
- Branca Dias, o martírio. Edições Consultor, Rio de Janeiro 2006. (portugiesisch)
- Ciência e tecnologia para o desenvolvimento. Editorial Bruguera, Rio de Janeiro 1970. (portugiesisch)
- Educação, reflexão & crítica : algumas idéias para aperfeiçoar o ensino. Bloch Educação, Rio de Janeiro 1983. (portugiesisch)